# دیوید ویگینز
دیوید ویگینز (David Wiggins) متولد ۸ مارس ۱۹۳۳، اهل انگلستان، فیلسوف اخلاق، مابعدالطبیعه و منطق است. او عضو فرهنگستان بریتانیا است. مخصوصاً به مسئله این‌همانی پرداخته‌است. همچنین رئیس انجمن ارسطوئیان بوده‌است. در ۱۹۹۲ عضو افتخاری فرهنگستان هنر و علوم آمریکا شد.

## اندیشه
ویگینز به فعالیت در حوزه مابعدالطبیعه مخصوصاً مسئله این‌همانی شهرت دارد. او در کتاب همانی و جوهر(آکسفورد، ۱۹۸۰) نظریه واقع‌گرایی مفهوم‌گرا را مطرح می‌کند که طبق آن چارچوب ادراکی (مفهومی) ما واقعیت را ترسیم می‌کند.
همچنین سهم بسزایی در حوزه اخلاق دارد. او در کتابی با عنوان اخلاق، دوازده درس‌گفتار دربارهٔ فلسفه اخلاق(۲۰۰۶) از موضعی به نام «عینی‌گرایی اخلاقی» دفاع می‌کند.
نیز نوشته‌های زیادی در حوزه فلسفه زبان، معرفت‌شناسی، زیبایی‌شناسی و فلسفه سیاسی دارد.
یادنامه‌ای با عنوان جشن‌نامه دیوید ویگینز در ۱۹۹۶ منتشر شد.
از شاگردان برجسته او می‌توان به جان مکداول، درک پارفیت، جاناتان وستفال و تیموتی ویلیامسون اشاره کرد.